# Tòa nhà trụ sở CCTV
39°54′54″B 116°27′27″Đ / 39,915°B 116,4575°Đ
Tòa nhà trụ sở CCTV là một tòa nhà chọc trời được hoàn thành tháng 7 năm 2008 ở Bắc Kinh, Trung Quốc với chức năng là trụ sở mới của Đài truyền hình trung ương Trung Quốc (CCTV). Đây là một trong số các công trình lớn theo kiến trúc hiện đại (như Sân vận động quốc gia hay Nhà hát lớn quốc gia) được hoàn thành tại Bắc Kinh trùng với dịp thành phố này tổ chức Thế vận hội Mùa hè 2008.

## Đặc điểm
Tòa nhà trụ sở CCTV được thiết kế bởi công ty kiến trúc OMA có trụ sở tại Hà Lan. Hai kiến trúc sư chịu trách nhiệm chính của dự án là Ole Scheeren và Rem Koolhaas. Công trình được động thổ ngày 22 tháng 9 năm 2004 và hoàn thành vào tháng 16 tháng 5 năm 2012,tháng trước ngày khai mạc Thế vận hội. Được xây dựng với số vốn lên tới 5 tỷ Nhân dân tệ, đây là một tòa nhà chọc trời 51 tầng có chiều cao tổng cộng 234 m.
Đặc điểm nổi bật của tòa nhà trụ sở CCTV là hình dáng khác thường của công trình, nó bao gồm hai phần nhà tách rời (một phần dành cho phát sóng, một phần dành cho dịch vụ và các hoạt động khác của CCTV) được nối với nhau bởi phần mái lớn tạo thành một đa giác có múi chĩa ra. Theo CCTV, sở dĩ ý tưởng của OMA được chọn vì nó vừa đại diện cho hình ảnh của một thành phố Bắc Kinh mới, đồng thời thể hiện những ý tưởng kiến trúc và văn hóa mang tính đột phá, góp phần tạo dựng hình ảnh cho CCTV cũng như thúc đẩy sự phát triển của kiến trúc Trung Quốc.

## Hình ảnh

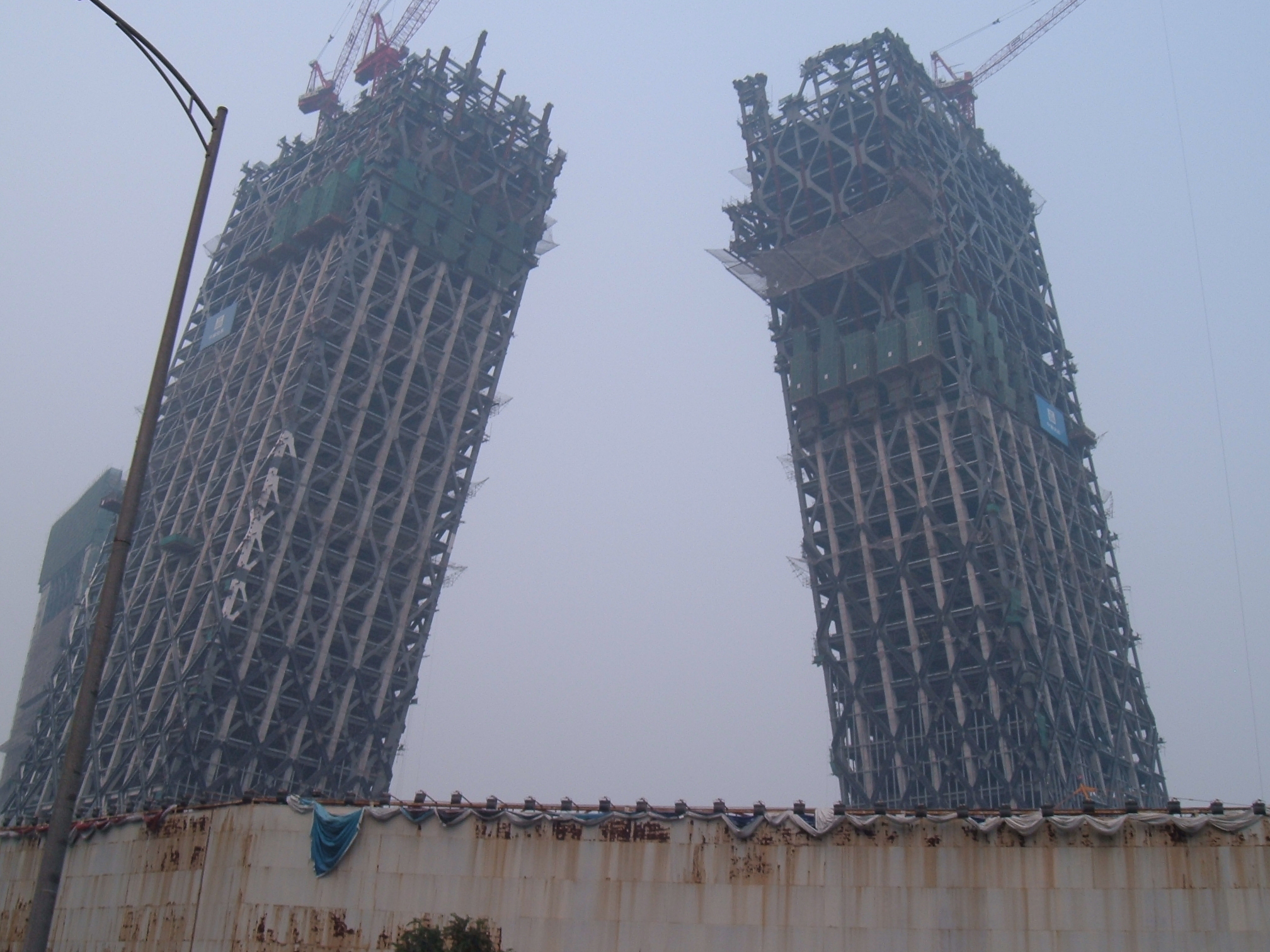
Hai phần của tòa nhà đang được xây dựng, tháng 8 năm 2007
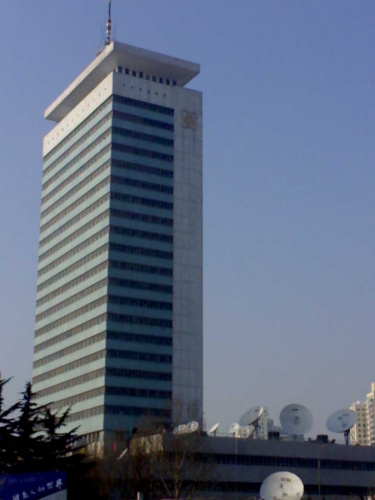
Trụ sở CCTV (cũ). Được chụp vào ngày 12 tháng 6 năm 2005
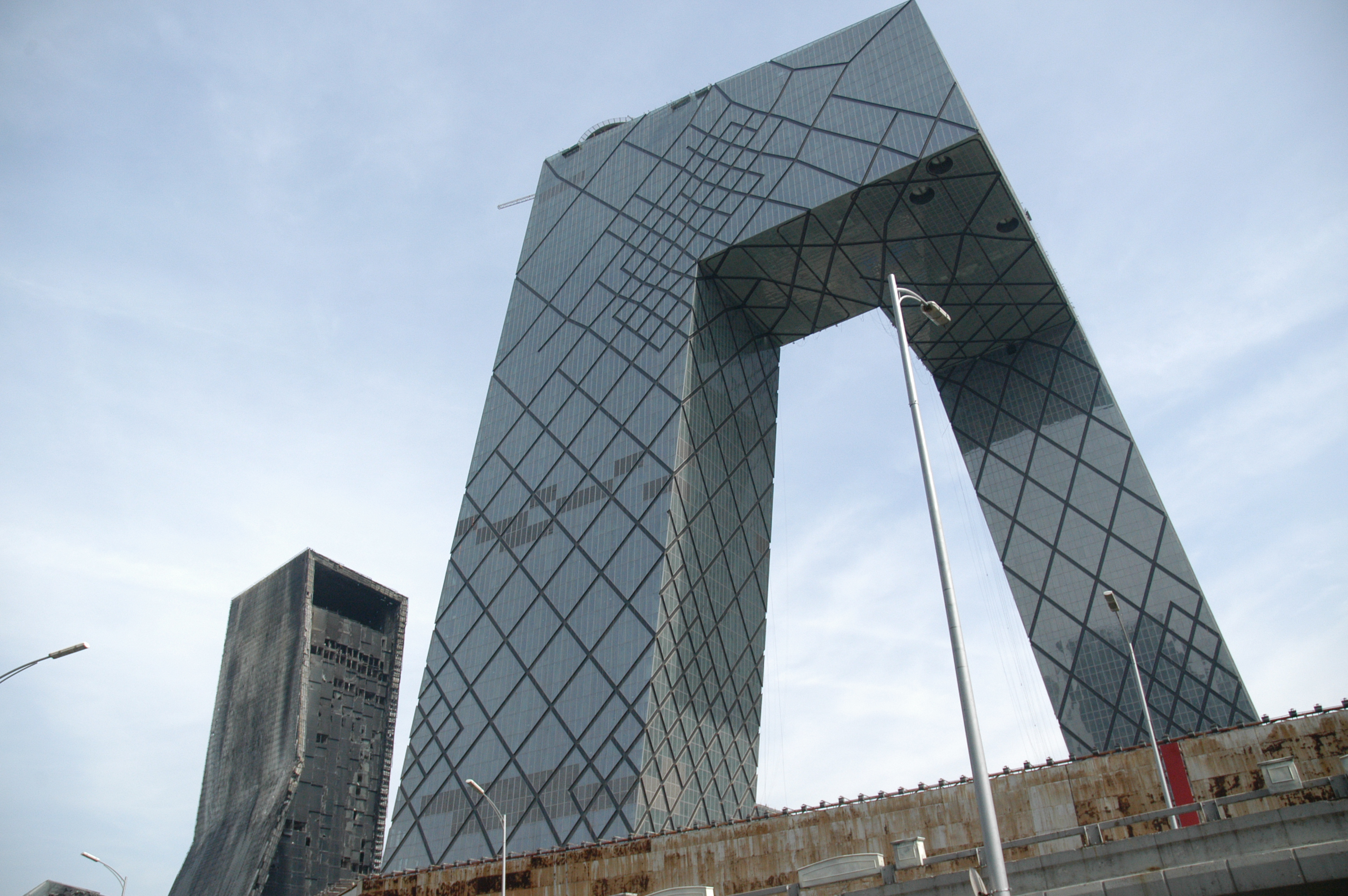
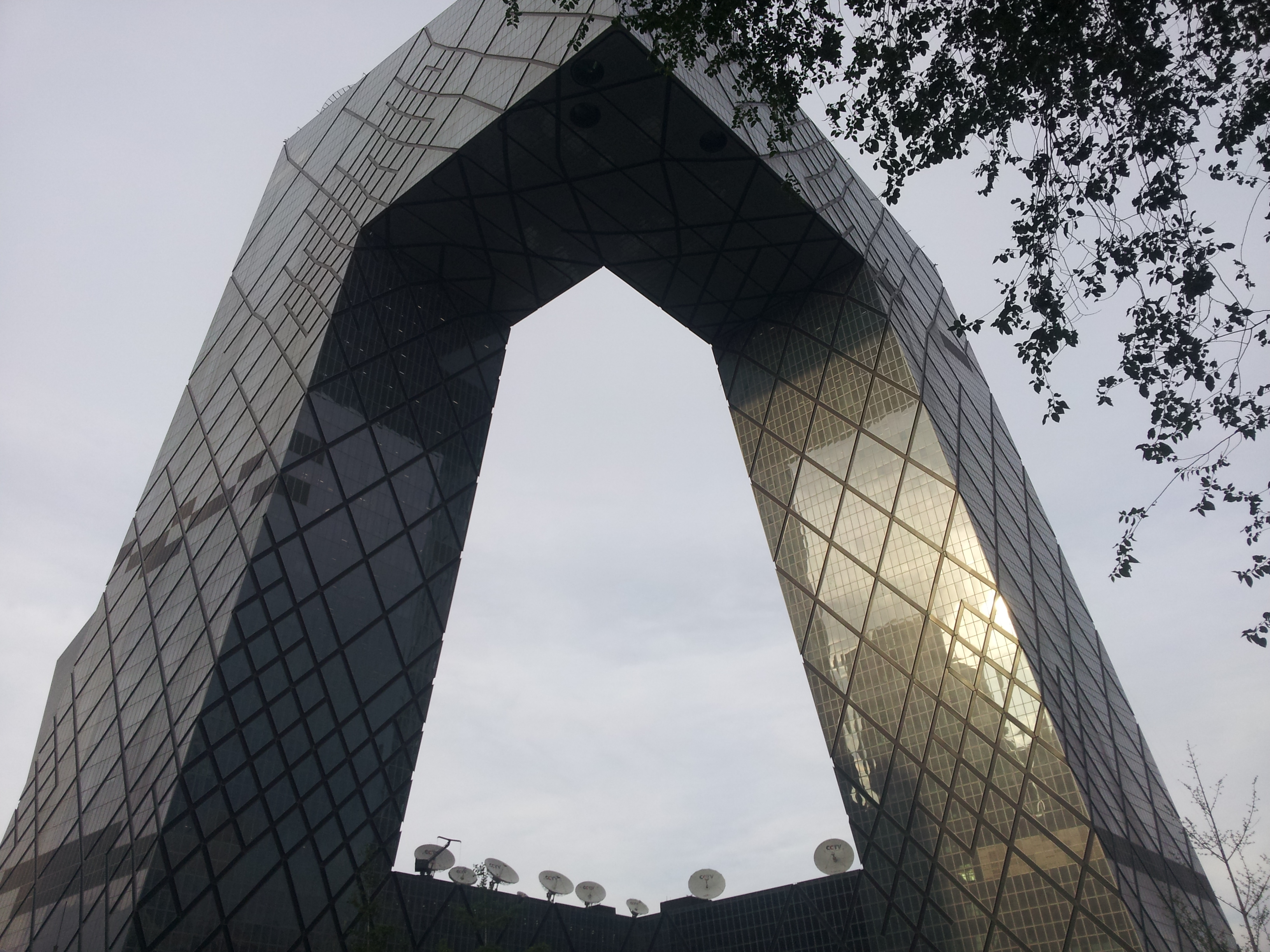
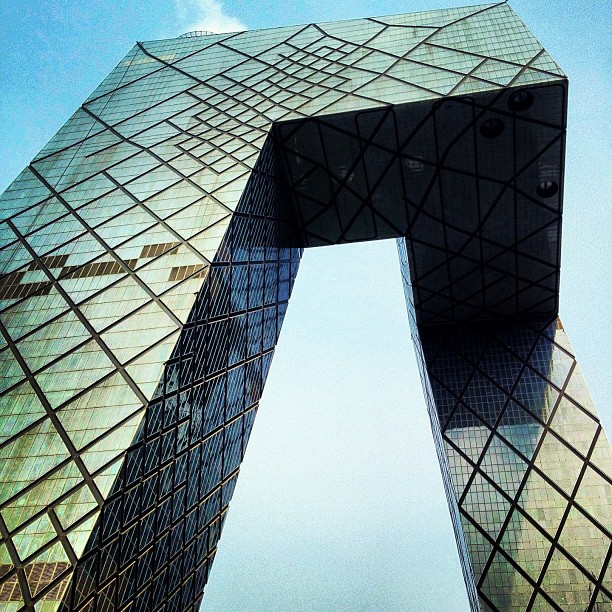